# Clarence Streit
Pour les articles homonymes, voir Streit.
Clarence Kirschmann Streit (né le 21 janvier 1896 à California (Missouri), mort le 6 juillet 1986 à Washington, D.C.) était un fédéraliste atlantiste qui a écrit en 1939 Union Now, vendu à 300 000 exemplaires, une proposition pour unir les nations démocratiques du monde dans une fédération comme noyau de l'ordre mondial.

## Biographie
Né à California dans le Missouri, Streit fut dès sa jeunesse un Américain sui generis. Volontaire durant la Première Guerre mondiale, membre de la délégation américaine à la conférence de Versailles, étudiant à l’université d'Oxford 1920 avec une bourse Rhodes. Il se marie à Paris avec Jeanne Defrance en 1921 et commence une longue carrière de reporter dans le monde entier qui le conduisait du Moyen-Orient jusqu’en Amérique latine. En 1929, il devient le correspondant du New York Times auprès de la Société des Nations dont il suit avec attention la lente et inexorable crise.
Streit n'était pas un journaliste qui croyait sa tâche accomplie après avoir relaté le cours des événements. Aussi, la crise de la Société des Nations ne le laisse pas indifférent. II se préoccupe, par conséquent, d'en identifier les raisons et d'y chercher les remèdes. Selon Ira Straus, secrétaire général de l'AUD (Association to Unite the Democracies) qui a poursuivi l'action politique de Streit :

« Suivant de près le processus de désintégration de la Société des Nations, [Streit] en conclut que si les institutions appelées à garantir l'ordre mondial veulent avoir du succès, elles doivent s'attaquer à la souveraineté nationale et s’appuyer sur la loyauté des citoyens. Pour obtenir ce résultat elles doivent se baser sur les principes démocratiques et fédéralistes, ceux de la Constitution des États-Unis. Ainsi Streit souhaitait-il une union des peuples et non pas une simple ligue d’États. »

Voilà aussi le thème central de son ouvrage le plus connu Union Now. Ce livre exerça notamment une grande influence sur Lord Lothian, qui entretint avec Streit une importante correspondance de ce chef.
La première thèse du livre précise que l'objectif principal est le gouvernement mondial. Ainsi, le second chapitre de Union Now est intitulé « Le problème prioritaire : le gouvernement mondial ».
Selon Streit, étant donné que la fédération — en tant que forme de gouvernement démocratique des relations internationales — suppose la démocratie, la responsabilité historique de promouvoir la création du gouvernement mondial revient aux États démocratiques. 

« Ces quelques démocraties suffiraient à constituer l'embryon d'un gouvernement universel qui serait étayé par la puissance financière, monétaire, économique et politique indispensable, à la fois pour assurer la paix du simple fait d’une supériorité et d’une invulnérabilité évidentes et pour mettre fin à l’instabilité monétaire et à la guerre économique qui ravagent le monde entier. Ces démocraties réunissent entre elles une telle richesse et une telle puissance que le prétendu dérèglement mondial de la politique, de l’économie et de la finance n’est pas autre chose que leur propre anarchie — puisque, pour y mettre fin, il leur suffirait de s’unir et de faire régner la loi et l’ordre dans leur propre sein. »

Malgré le grand succès éditorial remporté par le livre, le dessein de Streit de répondre à l'arrogance des autocraties par l'unité fédérale des démocraties n’exerça aucune influence appréciable sur le cours de la politique mondiale. Même dans son pays, où ses thèses étaient pourtant bien connues, y compris dans les milieux proches du département d'État, la préoccupation d'obtenir, dans la guerre contre l'Axe, l'aide soviétique, empêcha que prenne corps la vision de Streit qui avait un souffle historique bien différent. Le rôle que William Clayton, qui n'a jamais caché s'être inspiré de l’enseignement de Streit, joua dans la construction de l'ordre atlantique et surtout à l'occasion de l’établissement du plan Marshall et de l'European Recovery Plan, et encore dans la promotion de l'unité de l'Europe, est redevable à la pensée de Streit.
En 1949, avec William Clayton et Owen Roberts, Streit fonde l’Atlantic Union Committee en vue de réformer l'Alliance atlantique selon les principes de la démocratie et du fédéralisme. Tel était alors le but principal de son engagement politique, un engagement qui le porte à proposer en 1962 une True Atlantic Community, premier pas vers une véritable fédération atlantique entre les démocraties et ensuite vers une fédération mondiale. Le projet suscite de l'intérêt même en Europe. Il est, en tout cas, constamment proposé par Streit qui, pour le soutenir, crée aux États-Unis l'Association to Unite the Democracies (AUD), qui est encore active aujourd'hui et constitue un point de référence aux États-Unis pour tous ceux qui dans le monde se battent pour le gouvernement mondial. L'AUD est devenue The Streit Council for a Union of Democracies.

## Appuis de Streit en France
Les thèses de Steit séduisent l'historien des États-Unis Firmin Roz, dirigeant du Comité France-Amérique (vice-président au début des années 1950) : il préface en 1939 l'édition française de Union now en 1939 puis fonde en 1951 le comité français du Mouvement pour l'union atlantique, qu'il préside jusqu'en 1955. Le remplace à sa tête le général Pierre Billotte, qui en 1957-58 devient avec Streit l'un des deux dirigeants du Mouvement international pour l'union atlantique. Quelques personnalités françaises ont signé ses appels internationaux, en 1954 et/ou 1962. Ce sont des généraux (Billotte, Maxime Weygand), des hommes politiques (Billotte, ancien ministre, Édouard Herriot, Philippe Barrès, Édouard Bonnefous, Jacques Bardoux, Pierre-Olivier Lapie, Michel Debré, Maurice Faure, Michel Habib-Deloncle, Edmond Michelet, Paul Reynaud, Guy Mollet, Louis Terrenoire, Émile  Roche, Maurice Schumann), des membres de l'Institut ou/et de l'Académie française (Jacques Chastenet, André Maurois, Jules Romains, Weygand, Roz, Bardoux), des patrons et hommes d'affaires (Edmond Giscard d'Estaing, président de la Ligue européenne de coopération économique, René Fould, Emmanuel Monick, dirigeant français de Fraternité mondiale), des diplomates (comte Robert de Dampierre), des penseurs libéraux (Maurice Allais, Raymond Aron, Jacques Rueff), des magistrats (Louis Derny), des journalistes (Édouard Helsey), d'anciens syndicalistes (Hyacinthe Dubreuil). Ce sont des gaullistes (Billotte et Barrès, ainsi que Debré, signataire de l'appel de 1954, Michelet et Terrenoire, signataires de l'appel de 1962) ou des antigaullistes (Weygand), parfois des membres éminents de la Ligue européenne de coopération économique (LECE: Giscard d'Estaing, Fould, Monick, Bonnefous, Chastenet, Rueff) ou/et des proches du Centre des hautes études américaines (Weygand, Fould, Chastenet). 
Sont membres français du conseil consultatif (advisory council, composé de 528 membres de 11 nations) du Mouvement international pour l'union atlantique en 1962: 
- banquiers: Pierre David-Weill, Raymond Wallier
- industriels: Georges Villiers, président du Conseil national du patronat français (LECE), Jean de Roualle (Olida), Léon Tézenas (ancien d'Ordre nouveau comme Alexandre Marc, LECE), Paul Duboscq, Jean Delorme (président de l'Air Liquide), Bernard Dewavrin
- sénateurs: André Armengaud, général Antoine Béthouart, Marius Moutet, Jacqueline Thome-Patenôtre, Georges Portmann (vice-président du Centre des hautes études américaines et futur président de l'Association française pour la communauté atlantique en 1966)
- députés: André Bettencourt, Arthur Conte, général Édouard Corniglion-Molinier, Jean-Paul Palewski, Maurice Schumann, futur président du Mouvement international à la place de Billotte en 1966[5].
- intellectuels/universitaires: Raymond Aron, Luc Bourcier de Carbon (professeur à la Faculté de droit de Paris, futur président de l'Association pour la liberté économique et le progrès social) Alexandre Marc, Robert Mossé (professeur de droit à la Faculté de Grenoble), Louis Rougier
- membres de l'Institut: Adrien Dansette, Émile Girardeau, Olivier Moreau-Néret (LECE)
- aristocrates:  comte Jacques de la Braudière, comte Philippe de Gunzbourg,  Victor de Lesseps, baron Geoffrey de Waldner
- autres: Claude Bouchinet-Serreulles (diplomate), André Bourgeois (ancien inspecteur des finances), Marie-Thérèse Génin (éditrice), Rémy Goussault (économiste, ancien délégué général de la Corporation paysanne), Pierre-Olivier Lapie, Pierre Lazareff (France-soir), Marie-Hélène Lefaucheux, André Lichwitz, René Massigli (ancien ambassadeur), Etienne Pallay, Bernard Piganeau

Est membre du comité d'honneur: Robert Schuman. Sont membres du board: R. de Dampierre (secrétaire), Maurice Allais, Me Lucile Tynaire-Grenaudier.

## Liens
- Union Now, à lire en ligne
- Clarence Streit sur le site de Fédéralisme, Cultures & Ethique
- The Streit Council for a Union of Democracies